# Suaeda
Soudes
Genre
Classification phylogénétique
Suaeda est un genre de plantes herbacées annuelles, les soudes, de la famille des Chenopodiaceae, ou des Amaranthaceae selon la classification phylogénétique.

## Répartition et milieu de vie
Ce sont des plantes halophytes, que l'on trouve dans les prés salés, sur le littoral (Camargue...), en bordure des lacs salés (sebkhas).

## Utilisations
Autrefois, les plantes halophytes étaient utilisées pour fabriquer du carbonate de soude (utile pour faire du savon entre autres). On l'obtient après combustion de la plante et caustication des cendres.

## Liste d'espèces
- Suaeda articulata Aellen
- Suaeda calceoliformis (Hook.) Moq.
- Suaeda californica S. Wats.
- Suaeda conferta (Small) I.M. Johnston
- Suaeda esteroa Ferren et Whitmore
- Suaeda fruticosa
- Suaeda ifniensis Caball. ex Maire
- Suaeda linearis (Ell.) Moq.
- Suaeda maritima (L.) Dumort. - Soude maritime
- Suaeda mexicana (Standl.) Standl.
- Suaeda moquinii (Torr.) Greene
- Suaeda pannonica (Beck) Graebn.
- Suaeda rolandii Bassett et C.W. Crompton
- Suaeda splendens
- Suaeda suffrutescens S. Wats.
- Suaeda tampicensis (Standl.) Standl.
- Suaeda taxifolia (Standl.) Standl.
- Suaeda vera